# Grazer Autorinnen Autorenversammlung
La Grazer Autorinnen Autorenversammlung (GAV) es la mayor sociedad de escritores en Austria. 
Se fundó en 1973 en Graz con el nombre Grazer Autorenversammlung/Asamblea de Autores de Graz  por los autores Friedrich Achleitner, Wolfgang Bauer, Barbara Frischmuth, Peter Handke, Ernst Jandl, Alfred Kolleritsch, Friederike Mayröcker, Elmar Mayer-Baldasseroni, Reinhard Priessnitz, Peter Rosei, Gerhard Roth, Gerhard Rühm, Michael Scharang y Oswald Wiener. Actualmente la sede de la GAV se halla en Viena.